# Kranslav
Kranslav (Phaeophyscia orbicularis) är en lavart som först beskrevs av Noël Martin Joseph de Necker, och fick sitt nu gällande namn av Moberg. Kranslav ingår i släktet Phaeophyscia och familjen Physciaceae.  Utöver nominatformen finns också underarten hueana.

## Källor

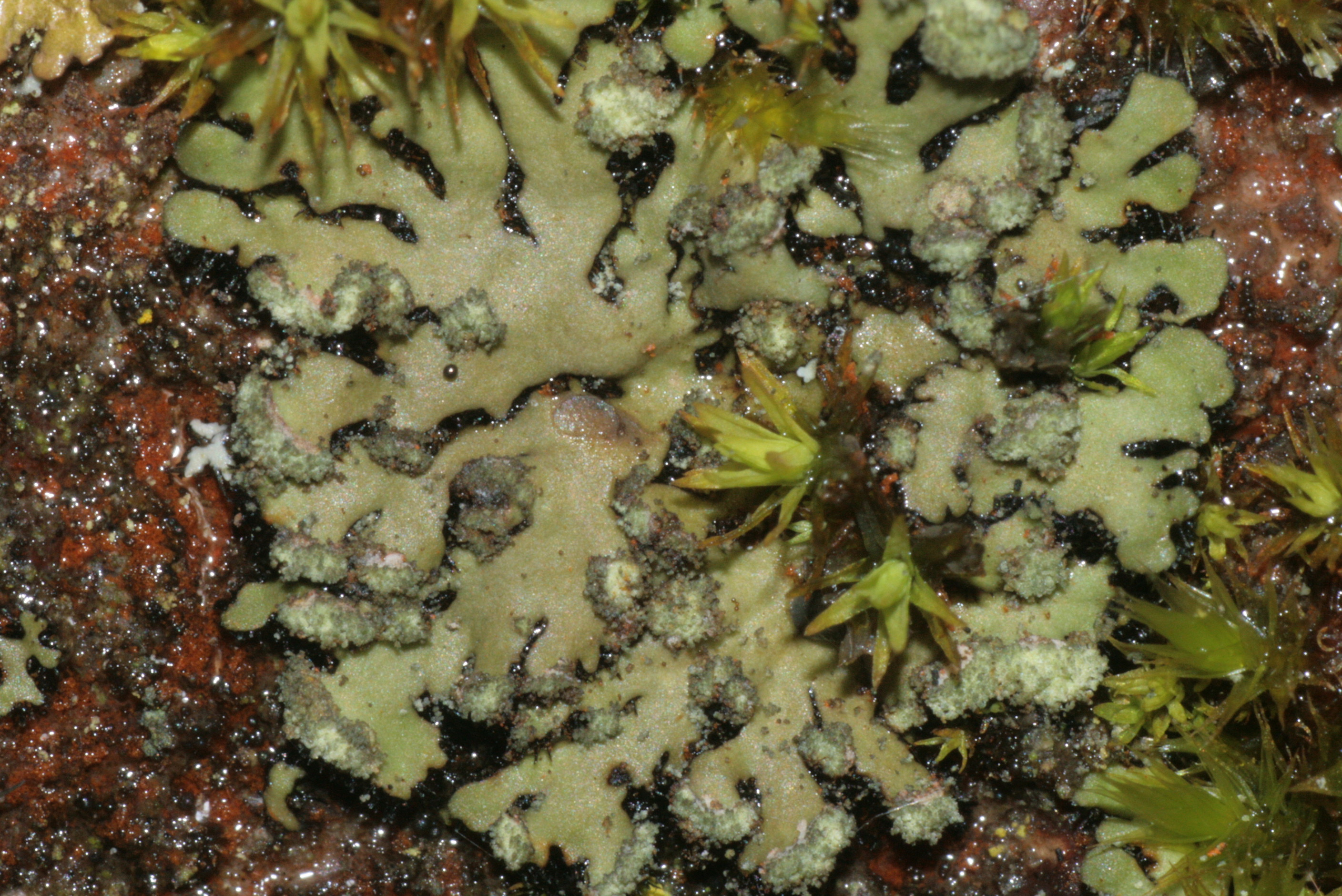